# Offdilln
Offdilln ist ein Stadtteil von Haiger im mittelhessischen Lahn-Dill-Kreis.

## Geografie

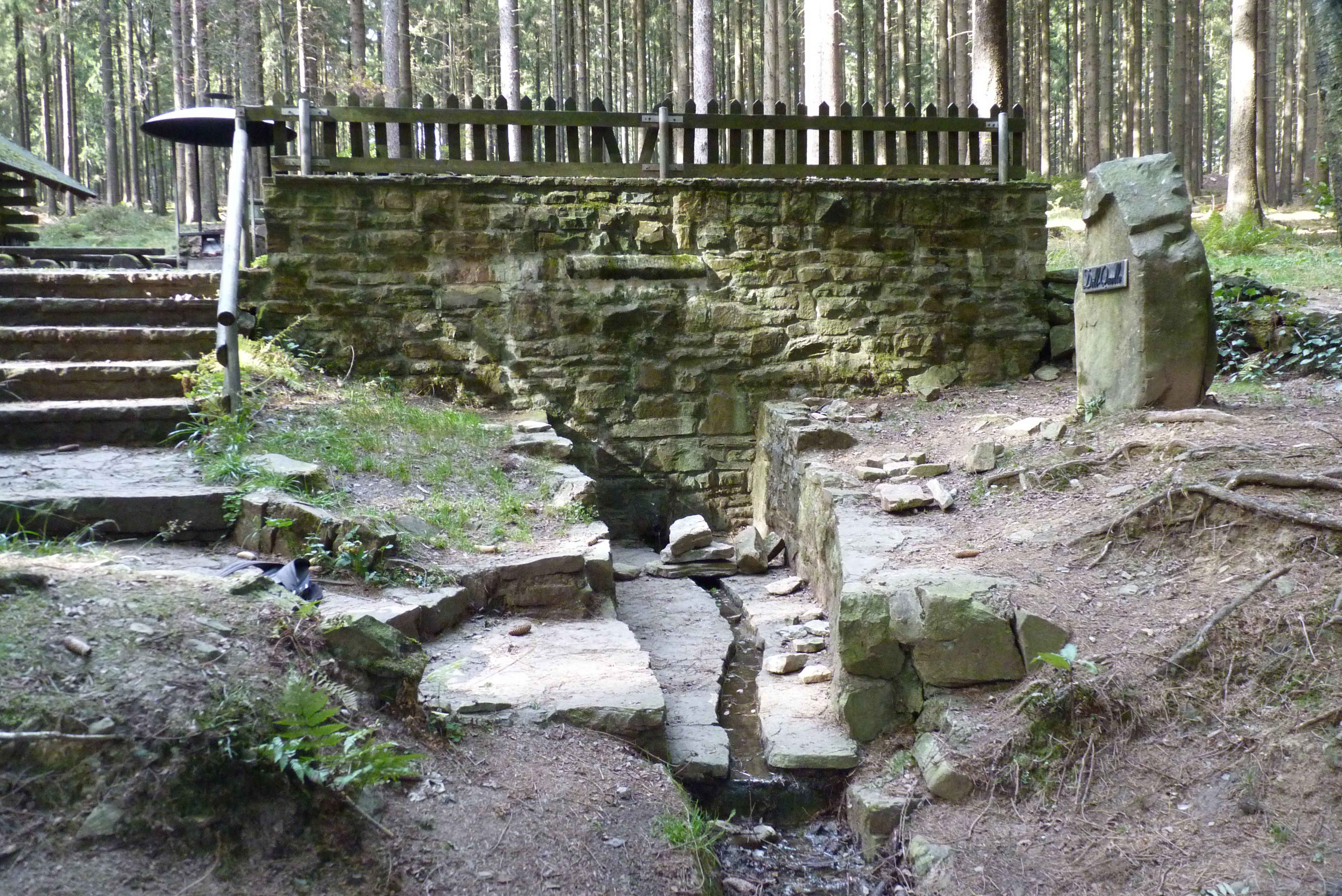
Die Dillquelle nördlich von Offdilln

Der Ort liegt rund elf Kilometer nördlich von Haiger an der Quelle des Flusses Dill, der später in die Lahn mündet.

## Geschichte

### Ortsgeschichte
Offdilln wurde bekanntermaßen erstmals  in einem Dokument von 1311 urkundlich erwähnt. Der Name Offdilln leitet sich ab von off der Dill – das oberste Dorf an der Dill. Den Ursprung des Ortes stellt eine Köhlersiedlung dar. Später wurde hier vor allem Land- und Haubergswirtschaft betrieben.
Im Jahr 1820 wurde die alte Schule errichtet. Nach längerem Beanstanden dieser wurde 1950/52 eine neue gebaut. Die Schule aus 1952 ging in den 1980er Jahren in den Besitz der Evang. Kirchengemeinde über und wird seitdem als Gemeindehaus genutzt.
1925 wurden die ersten Wasserleitungen verlegt. Nach dem Zweiten Weltkrieg wurden nach und nach alle Straßen saniert, mit einer Kanalisation und Wasserleitungen versehen und mit einer Asphaltdecke verschlossen. 1989 wurde der Friedhof erweitert und mit einer Friedhofshalle versehen.
2005 feierte das Dorf Offdilln seine 650-Jahr-Feier. Zu diesem Anlass wurden alte Traditionen wie Kohlenmeiler und historische Haubergswirtschaft wieder zum Leben erweckt, um so den nachfolgenden Generationen einen Eindruck des früheren Lebens auf dem Dorf zu geben.
Ehemalige Bergwerke
Siehe Liste von Bergwerken in Haiger
Hessische Gebietsreform (1970–1977)
Im Zug der Gebietsreform in Hessen wurde die bis dahin selbstständige Gemeinde Offdilln am 1. Januar 1977 durch das Gesetz zur Neugliederung des Dillkreises, der Landkreise Gießen und Wetzlar und der Stadt Gießen in die Stadt Haiger eingemeindet. Ein Ortsbezirk nach der Hessischen Gemeindeordnung wurde für Offdilln nicht errichtet.

### Verwaltungsgeschichte im Überblick
Die folgende Liste zeigt die Herrschaftsgebiete und Staaten, in denen Offdilln lag, bzw. die Verwaltungseinheiten, denen es unterstand:
- vor 1739: Heiliges Römisches Reich, Grafschaft/Fürstentum Nassau-Dillenburg, Amt Dillenburg mit Gericht Ebersbach
- ab 1739: Heiliges Römisches Reich, Fürstentum Nassau-Diez, Amt Dillenburg mit Gericht Ebersbach
- 1806–1813: Großherzogtum Berg, Département Sieg, Arrondissement Dillenburg, Kanton Dillenburg
- 1813–1815: Fürstentum Nassau-Oranien, Amt Dillenburg mit Gericht Ebersbach
- ab 1816: Herzogtum Nassau[Anm. 1], Amt Dillenburg
- ab 1849: Herzogtum Nassau, Kreisamt Herborn[Anm. 2]
- ab 1854: Herzogtum Nassau, Amt Dillenburg
- ab 1867: Norddeutscher Bund[Anm. 3], Königreich Preußen, Provinz Hessen-Nassau, Regierungsbezirk Wiesbaden, Dillkreis[Anm. 4]
- ab 1871: Deutsches Reich, Königreich Preußen, Provinz Hessen-Nassau, Regierungsbezirk Wiesbaden, Dillkreis
- ab 1918: Deutsches Reich, Freistaat Preußen, Provinz Hessen-Nassau, Regierungsbezirk Wiesbaden, Dillkreis
- ab 1932: Deutsches Reich, Freistaat Preußen, Provinz Hessen-Nassau, Regierungsbezirk Wiesbaden, Landkreis Dillenburg
- ab 1933: Deutsches Reich, Freistaat Preußen, Provinz Hessen-Nassau, Regierungsbezirk Wiesbaden, Dillkreis
- ab 1944: Deutsches Reich, Freistaat Preußen, Provinz Nassau, Dillkreis
- ab 1945: Amerikanische Besatzungszone, Groß-Hessen, Regierungsbezirk Wiesbaden, Dillkreis
- ab 1946: Amerikanische Besatzungszone, Hessen, Regierungsbezirk Wiesbaden, Dillkreis
- ab 1949: Bundesrepublik Deutschland, Hessen, Regierungsbezirk Wiesbaden, Dillkreis
- ab 1968: Bundesrepublik Deutschland, Land Hessen, Regierungsbezirk Darmstadt, Dillkreis
- ab 1977: Bundesrepublik Deutschland, Land Hessen, Regierungsbezirk Darmstadt, Lahn-Dill-Kreis[Anm. 5]
- ab 1981: Bundesrepublik Deutschland, Land Hessen, Regierungsbezirk Gießen, Lahn-Dill-Kreis. Stadt Haiger

### Bevölkerung

#### Einwohnerstruktur 2011
Nach den Erhebungen des Zensus 2011 lebten am Stichtag dem 9. Mai 2011 in Offdilln 735 Einwohner. Darunter waren 3 (0,4 %) Ausländer.
Nach dem Lebensalter waren 96 Einwohner unter 18 Jahren, 315 zwischen 18 und 49, 165 zwischen 50 und 64 und 156 Einwohner waren älter.
Die Einwohner lebten in 288 Haushalten. Davon waren 60 Singlehaushalte, 93 Paare ohne Kinder und 108 Paare mit Kindern, sowie 24 Alleinerziehende und 3 Wohngemeinschaften. In 63 Haushalten lebten ausschließlich Senioren und in 177 Haushaltungen lebten keine Senioren.

#### Einwohnerentwicklung
| Offdilln: Einwohnerzahlen von 1834 bis 2017 | Offdilln: Einwohnerzahlen von 1834 bis 2017 | Offdilln: Einwohnerzahlen von 1834 bis 2017 | Offdilln: Einwohnerzahlen von 1834 bis 2017 | Offdilln: Einwohnerzahlen von 1834 bis 2017 |
| --- | ------------------------------------------- | ------------------------------------------- | ------------------------------------------- | ------------------------------------------- |
| Jahr |                                             |                                             |                                             | Einwohner                                   |
| 1834 | 1834                                        |                                             | 400                                         | 400                                         |
| 1840 | 1840                                        |                                             | 442                                         | 442                                         |
| 1846 | 1846                                        |                                             | 396                                         | 396                                         |
| 1852 | 1852                                        |                                             | 402                                         | 402                                         |
| 1858 | 1858                                        |                                             | 390                                         | 390                                         |
| 1864 | 1864                                        |                                             | 386                                         | 386                                         |
| 1871 | 1871                                        |                                             | 327                                         | 327                                         |
| 1875 | 1875                                        |                                             | 339                                         | 339                                         |
| 1885 | 1885                                        |                                             | 372                                         | 372                                         |
| 1895 | 1895                                        |                                             | 366                                         | 366                                         |
| 1905 | 1905                                        |                                             | 369                                         | 369                                         |
| 1910 | 1910                                        |                                             | 356                                         | 356                                         |
| 1925 | 1925                                        |                                             | 432                                         | 432                                         |
| 1939 | 1939                                        |                                             | 460                                         | 460                                         |
| 1946 | 1946                                        |                                             | 552                                         | 552                                         |
| 1950 | 1950                                        |                                             | 585                                         | 585                                         |
| 1956 | 1956                                        |                                             | 573                                         | 573                                         |
| 1961 | 1961                                        |                                             | 597                                         | 597                                         |
| 1967 | 1967                                        |                                             | 675                                         | 675                                         |
| 1970 | 1970                                        |                                             | 709                                         | 709                                         |
| 1985 | 1985                                        |                                             | ?                                           | ?                                           |
| 1995 | 1995                                        |                                             | ?                                           | ?                                           |
| 2005 | 2005                                        |                                             | 781                                         | 781                                         |
| 2011 | 2011                                        |                                             | 735                                         | 735                                         |
| 2017 | 2017                                        |                                             | 657                                         | 657                                         |
| Datenquelle: Historisches Gemeindeverzeichnis für Hessen: Die Bevölkerung der Gemeinden 1834 bis 1967. Wiesbaden: Hessisches Statistisches Landesamt, 1968. Weitere Quellen: LAGIS; nach 1970: Stadt Haiger; Zensus 2011 |                                             |                                             |                                             |                                             |

#### Religionszugehörigkeit
| • 1885: | 371 evangelische (= 99,73 %), ein katholischer (= 0,27 %) Einwohner                            |
| • 1961: | 549 evangelische (= 91,96 %) und 43 katholische (= 7,20 %) Einwohner                           |
| • 2005: | 539 evangelische (= 69,01 %), 55 katholische (= 7,04 %) und 221 sonstige (= 28,30 %) Einwohner |
| • 2017: | 412 evangelische (= 62,71 %), 45 katholische (= 6,85 %) und 200 sonstige (= 30,44 %) Einwohner |

## Wappen und Flagge
Das Wappen und die Flagge wurden am 25. Juni 1955 durch das Hessische Innenministerium genehmigt.
| Wappen von Offdilln | Blasonierung: „In Gold ein schräglinker blauer Wellenfluss, beseitet von einer blauen Hippe und einem blauen Lohschäler mit schwarzem Griff.“ |
| Wappen von Offdilln | |

Flaggenbeschreibung: „In einer blauen von zwei goldenen Streifen eingefaßten breiten Mittelbahn der goldene Schild mit blauem Querfluß, beseitet von blauer Hippe und blauem Lohschäler mit schwarzem Griffen.“

## Kultur und Sehenswürdigkeiten

### Regelmäßige Veranstaltungen
In Offdilln wird jährlich Hauberg gemacht. Wie auch in den anderen Dörfern des Oberen Dilltals und des Roßbachtals gibt es eine Haubergsgenossenschaft. Die rechtliche Grundlage der Haubergsarbeit geht auf die „Haubergordnung für den Dillkreis und den Oberwesterwaldkreis“ vom 4. Juni 1887 zurück. Darin heißt es: „Hauberge im Sinne dieses Gesetzes sind die Grundstücke in den Gemarkungen Dillbrecht, Fellerdilln, Ober- und Niederroßbach, Bergebersbach, Eibelshausen, Mandeln, Offdilln, Rittershausen, Steinbrücken, Straßebersbach, Weidelbach und Korb, welche gegenwärtig zu Haubergsverbänden gehören.“

### Ortsbild
Heute verfügt der Ort noch über viel alte Bausubstanz, die zum Teil aufwändig restauriert wurde. Jedoch hat ein Brand in der Mitte des 19. Jahrhunderts einiges der historischen Bausubstanz vernichtet. Daraus ist die heutige „Neue Straße“ entstanden.
Neben zwei noch erhaltenen Schmieden besitzt der Ort eine evangelische Kirche aus dem Jahr 1777 sowie ein renoviertes Gemeindebackhaus. Die auf der Gemarkung von Offdilln befindliche Dillquelle ist aufwändig gefasst. Weiterhin steht in der Gemarkung Offdilln die bekannte und weithin sichtbare Auerhahnhütte. Von dieser 1856 erbauten Hütte ging bereits der Herzog Adolf von Nassau zur Jagd. Unweit der Auerhahnhütte hatte der Herzog seinen letzten Auerhahn in der Gemarkung Offdilln erlegt.  Seinerzeit war der Auerhahn rund um Offdilln heimisch und stellte eine begehrte Jagdtrophäe dar.

### Historischer Hauberg
Der „Heimat- und Geschichtsverein Offdilln“ hat oberhalb des Dorfs einen historischen Hauberg angelegt. Darin erfährt der Besucher Details zur Haubergswirtschaft. Es wird der Jahreszyklus im Hauberg dargestellt und gezeigt, wie sich der Wald nach der Rodung in den Folgejahren entwickelt, bis er wieder als Hauberg ausgewiesen wird.
Daneben gibt es einen Rennofen, der an die Zeit erinnert, als vor 2000 Jahre die Kelten Eisenerz schmolzen und einen Meiler. Einmal im Jahr findet ein Meilerfest statt, bei dem ein Köhler Holzkohle herstellt.

### Kulturdenkmäler
Siehe Liste der Kulturdenkmäler in Haiger-Offdilln

### Naturdenkmäler
Siehe Liste der Naturdenkmäler in Haiger-Offdilln

## Infrastruktur
Der Ort besitzt die Freiwillige Feuerwehr Offdilln, mit der SG Obere Dill einen Sportverein (zusammen mit dem Nachbarort Dillbrecht betrieben) sowie ein Hotel mit Restaurant. Außerdem gibt es die Evangelische Kirchengemeinde und die Freie Evangelische Gemeinde.

### Rothaarsteig
Am 1. Mai 2011 wurde ein Zugangsweg zum Rothaarsteig von Landrat Schuster eröffnet. Der Weg führt vom „Mühlenhof“ entlang der jungen Dill, dann durch die Ortschaft, durch den „Historischen Hauberg“, über den Bocksborn bis zum Rothaarsteig. Insgesamt müssen 240 Höhenmeter überwunden werden.

## Persönlichkeiten
- Roderich Feldes (1946–1996), Schriftsteller